# Nutrisco et extinguo
Nutrisco et extinguo, «lo alimento y lo apago». Divisa que acompaña a la salamandra en las armas de Francisco I de Francia. Se creía que la salamandra podía avivar o apagar el fuego.